# Azolla caroliniana
Espèce
Azolla caroliniana, l’Azolle de Caroline ou Azolla de Caroline, est une espèce de petites fougères aquatiques flottantes originaire d'Amérique. Elle héberge une cyanobactérie symbiote fixatrice d'azote. Elle se reproduit rapidement par division. C'est une plante exotique envahissante en France

## Description

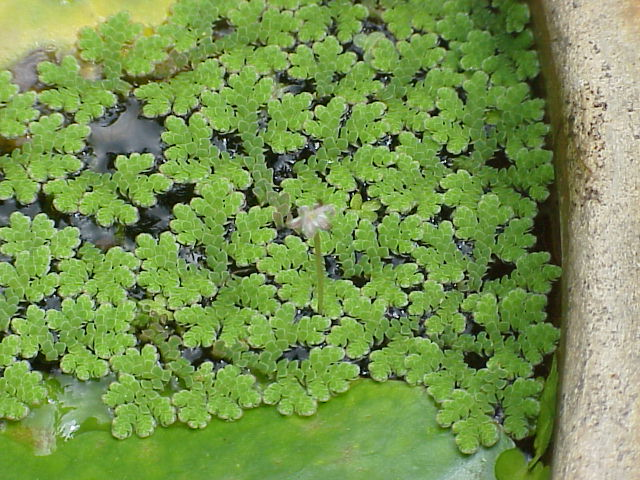
Azolla caroliniana

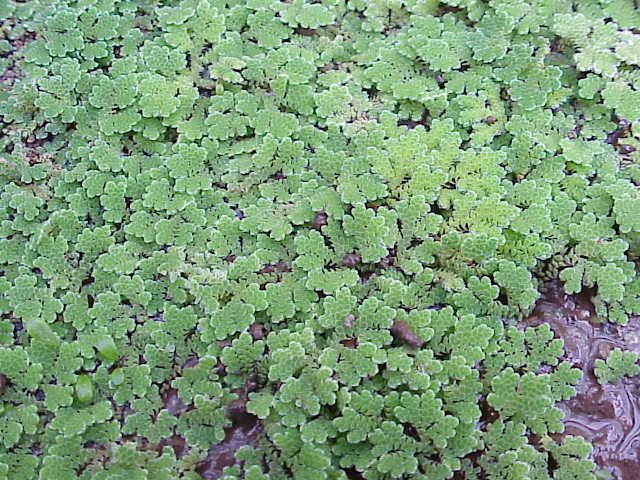
Azolla caroliniana

## Utilisations
Cette plante a ou a eu divers usages :
- elle est couramment utilisée dans les aquariums ;
- elle a autrefois été utilisée comme fourrage (en Extrême-Orient) pour nourrir des poissons, des volailles[2], avec le risque, dans certains contextes, qu'elle ait bioconcentré des métaux lourds, métalloïdes ou radionucléïdes ;
- riche en azote, elle a été utilisée comme amendement ou engrais (engrais vert dans les rizières)[3] (avec les mêmes risques que ci-dessus) ; étendre des tapis de cette plante permet également de momentanément supprimer les « mauvaises herbes »[3] ;
- elle présente un potentiel de phytoépuration de l'eau, en particulier pour l'extraction de métaux lourds dont mercure et chrome III, chrome VI[4] ; on a aussi montré en 2012 qu'elle présente un facteur de bioconcentration intéressant pour le cuivre (Cu), le chrome (Cr), le plomb (Pb) et le Nickel (Ni), métaux toxiques qui peuvent ainsi être extraits d'eaux polluées par le cendres de charbon [5],[6].

## Répartition
Cette fougère est une espèce indigène en Amérique du Nord et du Sud, et a été introduite en Europe et Asie du Sud-Est.

## Liste des taxons de rang inférieur
Liste des variétés selon GBIF (25 avril 2021) :
- Azolla caroliniana var. americana Nutt., 1818
- Azolla caroliniana var. caroliniana

## Taxonomie
Noms en français (nom vernaculaire ou nom normalisé) : azolle de Caroline, azolla de Caroline.
Synonymes :
- Azolla bonariensis Bertol.
- Azolla densa Desv.
- Azolla portoricensis Spreng.
- Carpanthus axillaris Raf.
- Salvinia azolla Raddi